# Nasreddine Akkache
Nasreddine Akkache, né en 1954 à Aïn Boucif dans la wilaya de Médéa, est un Cadre supérieur de l’État en Algérie ,.

## Biographie
Il a exercé des fonctions supérieures au sein de l'administration locale en qualité de chef de daïra et de wali. Il a également été chargé de mission à la chefferie du gouvernement avant de devenir directeur de Cabinet en 1998. Il a quitté ses fonctions en 2000 pour partir définitivement en retraite.

## Études
Il est diplômé de l'École Nationale d'Administration.

## Fonctions
Ses principales fonctions occupées sont :
Conseiller auprès du cabinet du Wali ce Medea
Chef de Daira de Béni Saf-Telmcen-Ain Temouchent
Chef de Daira de Cheria -Tebessa
1. Wali de Aïn Témouchent: (1990-1991).
2. Secrétaire Général de la wilaya d'Alger avec Rang de Wali: (-1995).
3. Chargé de Mission auprès du Chef du Gouvernement: (-1998).
4. Directeur de Cabinet du Chef du Gouvernement: (1998-1999).

## Œuvres
- Les coulisses d'une décennie algérienne (Témoignage d'un commis de l'État)
- LE DERNIER HIVER COLONIALE d'Ogdal à Ouled Alane